# Cardamine flaccida
Cardamine flaccida là một loài thực vật có hoa trong họ Cải. Loài này được Cham. & Schltdl. mô tả khoa học đầu tiên năm 1826.